# Ајуму Хирано
Ајуму Хирано (јап. 平野 歩夢; Мураками 29. новембар 1998) је јапански сноубордер. Такмичи се у дисциплини халфпајп. Сноубординг је почеода тренира са четири године.
На Зимским играма ексремних спортова постао је најмлађи освајач медаље када је са четрнаест година освојио сребро. Наредне године, на Олимпијским играма у Сочију са петнаест година дошао је до сребрне медаље као најмлађи спортиста који је освојио медаљу на ЗОИ у спортовима на снегу. На Зимским играма екстремних спортова злато је освојио 2016. и 2018, а на Олимпијским играма у Пјонгчнагу 2018. освојио је још једно сребро. На ЗОИ 2022. је исписао историју освојивши злато, прво за Јапан у сноубордингу на ЗОИ. Такође је постао први сноубордер који је извео трипл корк 1440, и то два пута.